# Pandi
Pandi, Tagalog: Bayan ng Pandi, ist eine philippinische Stadtgemeinde in der Provinz Bulacan, in der Verwaltungsregion III, Central Luzon. Nach dem Zensus von 2015 hatte Pandi 89.075 Einwohner, die in 22 Barangays lebten. Sie wird als Gemeinde der zweiten Einkommensklasse auf den Philippinen und als urbanisiert eingestuft.
Pandis Nachbargemeinden sind Bustos im Norden, Plaridel im Westen, Balagtas im Südwesten, Santa Maria im Süden und Angat im Nordosten. Die Topographie der Stadt ist gekennzeichnet durch das Flachland der zentralen Luzon-Tiefebene.

## Baranggays
| - Bagbaguin - Bagong Barrio - Baka-bakahan - Bunsuran I - Bunsuran II - Bunsuran III - Cacarong Bata - Cacarong Matanda - Cupang - Malibong Bata - Malibong Matanda | - Manatal - Mapulang Lupa - Masagana - Masuso - Pinagkuartelan - Poblacion - Real de Cacarong - San Roque - Santo Niño - Siling Bata - Siling Matanda |